# Danilo Arboleda
Danilo Arboleda Hurtado (nascut el 16 de maig de 1995) és un futbolista colombià que juga com a defensa en el club moldau Sheriff Tiraspol.
Va debutar amb el Deportivo Cali en la Categoria Primera A el 12 de febrer de 2015. Posteriorment ha jugat en altres quatre clubs de la primera divisió colombiana: Patriotas Boyacá, Amèrica de Cali, La Equidad i Deportivo Pasto. L'1 de febrer de 2021, Arboleda va fitxar pel club de la Divisió Nacional Moldav, el FC Sheriff Tiraspol.